# Basavanagar, Bagalkot
Basavanagar là một làng thuộc tehsil Bagalkot, huyện Bagalkot, bang Karnataka, Ấn Độ.